# Edison Marshall
Edison Tesla Marshall (* 28. August 1894 in Rensselaer, Jasper County, Indiana; † 29. Oktober 1967 in Augusta, Georgia) war ein US-amerikanischer Autor von Kinder- und Jugendliteratur, Fantasy- und Abenteuergeschichten.

## Leben
Marshall wuchs in Medford, Oregon, auf und besuchte von 1913 bis 1916 die University of Oregon. Während dieser Zeit verkaufte Marshall seine erste Geschichte an das Pulp-Magazin Argosy. Während des Ersten Weltkriegs diente Marshall in der United States Army im Rang eines Second Lieutenants.
Marshall verkaufte seine Kurzgeschichten an das American Magazine, die Saturday Evening Post und an Weird Tales. Bei einem Jagdunfall verlor er den Daumen der linken Hand.
Im Januar 1920 heiratete Marshall in Augusta, Georgia, Agnes Sharp Flythe. Nachdem das Paar einige Jahre in Medford gelebt hatte, zogen sie mit ihren zwei Kindern 1937 nach New York City, lebten ab 1940 in Perry (Florida) und zogen 1967 nach Richmond (Virginia).
Als leidenschaftlicher Großwildjäger bereiste Marshall zur Inspiration für seine Geschichten Kanada, Alaska, Afrika, Indochina und Indien. Für einige seiner Arbeiten verwendete er das Pseudonym Hall Hunter. Die University of Miami verlieh dem Autor das Gold Cross.
In Deutschland ist neben seinem Sachbuch über die Großwildjagd hauptsächlich Jugendliteratur unter verschiedenen Titeln und Kurzgeschichten in diversen Zusammenstellungen veröffentlicht worden.
Marshall starb am 29. Oktober 1967 in Augusta, Georgia.

## Werke

### Romane
- 1920: The Voice of the Pack
- 1921: The Snowshoe Trail
- 1921: The Strength of the Pines
- 1922: The Heart of little Shikara and other Stories (Kurzgeschichten) 
  - Deutsch: Der kleine Schikara und andere Erzählungen, 1930 und Bruder Bill, Der Wapitihirschund andere spannende Tiererzählungen, 1955
- 1922: Shepherds of the Wild (ab 1950 als Riders of the Smoky Land)
- 1922: The Skyline of Spruce
- 1923: The Isle of Retrebution
  - Deutsch: Insel Hölle: Roman aus dem hohen Norden, 1927
- 1923: The Land of Forgotten Men (1972 als The Lost Land)
- 1924: Seward’s Folly
- 1933: Love Stories of India
- 1934: Ogden’s Strange Story
- 1935: Dian of the Lost Land
- 1937: The Stolen God
- 1938: The Doctor of Lonesome River
- 1938: The Jewel of Mahabar
- 1941: Benjamin Blake
- 1943: Great Smith
- 1947: Jungle Hunting Thrills (Kurzgeschichten)
- 1947: Shikar and Safari: Reminiscenes of Jungle Hunting (Kurzgeschichten)
  - Deutsch: Durch Dschungel und Steppe, 1954
- 1947: Yankee Pasha – The Adventures of Jason Starbuck
- 1949: Gypsy Sixpence
- 1950: The Upstart
- 1950: The Infinite Woman
- 1948: Castle in the Swamp: A Tale of Old Carolina
- 1951: The Viking
- 1951: Caravan to Xanadu: a Novel of Marco Polo
- 1952: Bengal Tiger: a Tale of India
- 1954: American Captain
- 1956: The Heart of the Hunter
  - Deutsch: Der Jagd verfallen – Lehr-und Wanderjahre eines Großwildjägers in drei Kontinenten, 1956
- 1956: The Gentleman
- 1958: Princess Sophia: A Novel of Alaska
- 1959: The Pagan King
- 1960: Earth Giant
- 1961: West with the Vikings
- 1962: The Conqueror
- 1963: Cortez and Marina
- 1964: The Lost Colony

Weitere nicht zuordbare deutsche Ausgaben:
- 1926: Muztagh, der weiße Elefant und andere Tiergeschichten
- 1927: Unter Kiefern in Oregon ab 1933 als Die Heldin von Deer Creek
- 1931: Das Herz des kleinen Schikara
- 1935: Der Sohn der Wildnis, Sechs der schönsten Tiergeschichten
- 1953: Auf vielen Pfaden
- 1960: Die unentrinnbare Stunde
- 1966: Weder Himmel noch Hölle
- 1970: Bittere Früchte

## Verfilmungen
- 1922: The Snowshoe Trail von Chester Bennett mit Jane Novak, Roy Stewart
- 1922: The Strength of the Pines von Edgar Lewis mit William Russell und Irene Rich
- 1923: Shadows of the North von Robert F. Hill mit William Desmond, Virginia Brown Faire und Fred Kohler
- 1929: The Far Call von Allan Dwan mit Charles Morton und Leila Hyams
- 1942: Abenteuer in der Südsee (Son of Fury: The Story of Benjamin Blake) von John Cromwell mit Tyrone Power
- 1926: The Isle of Retribution von James P. Hogan mit Lillian Rich und Robert Frazer
- 1953: Im Reiche des goldenen Condor (Treasure of the Golden Condor) von Delmer Daves mit Cornel Wilde
- 1954: In den Kerkern von Marokko (Yankee Pasha) von Joseph Pevney mit Jeff Chandler, Rhonda Fleming und Mamie Van Doren
- 1958: Die Wikinger von Richard Fleischer mit Kirk Douglas und Tony Curtis

## Auszeichnungen
- 1921: O.-Henry-Preis für The Heart of Little Shikara